# (1550) Tito
(1550) Tito – planetoida z pasa głównego asteroid okrążająca Słońce w ciągu 4 lat i 24 dni w średniej odległości 2,54 au. Została odkryta 29 listopada 1937 roku w obserwatorium w Belgradzie przez Milorada Proticia. Nazwa planetoidy pochodzi od Josipa Broza Tity (1892–1980), długoletniego przywódcy Jugosławii. Przed nadaniem nazwy planetoida nosiła oznaczenie tymczasowe (1550) 1937 WD.